# Blade of the Immortal
Pour plus de détails, voir Fiche technique et Distribution.
Blade of the Immortal (無限の住人, Mugen no jūnin) est un film d'action jidai-geki britannique-japonais-sud-coréen réalisé par Takashi Miike  et sélectionné au Festival de Cannes 2017.
Il s'agit de l'adaptation cinématographique du manga L'Habitant de l'infini de Hiroaki Samura.

## Synopsis
Manji est un samouraï en fuite après avoir tué son seigneur corrompu et ses gardes du corps, dont fait partie le mari de sa sœur Machi qui a perdu l'esprit de douleur. Peu après, il rencontre une religieuse âgée de 800 ans, Yaobikuni, avant que sa sœur soit prise en otage par un groupe de rōnin en vue de gagner la récompense pour la tête de Manji. Quand le chef des rōnin tue sa sœur après qu'il s'est désarmé à sa demande, Manji tue tous les membres de la bande avant de s'écrouler, blessé à mort. Mais Yaobikuni implante des vers de sang dans son corps. 
Cinquante-deux ans après, devenu un immortel sans âge, Manji est approché par Rin Asano qui lui demande son assistance pour l'aider à venger la mort de son père Kurose aux mains de Kagehisa Anotsu de l'école d'art martial Ittō-ryū. Après avoir initialement refusé, il se ravise lorsque Rin est attaquée par un membre de la bande de Ittō-ryū, Sabato Kuroi, qui portait la tête tranchée de la mère de Rin sur son épaule gauche. La rumeur de la mort de Sabato atteint Kagehisa après que Ittō-ryū a signé son contrat avec Kagimura Habaki afin d'obtenir une place auprès du shogun, envoyant Taito Magatsu négocier avec Rin et son homme d'armes. Magatsu est vaincu, mais épargné en révélant l'immortalité de Manji aux autres membres de Ittō-ryū. Plus tard, Manji rencontre Shizuma, autre membre de Ittō-ryū, qui lui révèle que Yaobikuni lui a aussi implanté des vers de sang dans le corps, tout en essayant de le tuer avec un poison qui perturbe les vers de sang.  
Ensuite, Manji et Rin se rendent à Fukagawa, où ils rencontrent une loyale subordonnée de Kagehisa,  Makie Otono-Tachibana. Bien que prenant le dessus sur Manji, elle ne se résout pas à tuer Manji, sous le choc d'avoir eu son bras coupé. Quand Rin intervient, elle convainc Makie, et celle-ci cesse son attaque, laissant Kageshisa dans la confusion. Puis le duo rencontre Mugai-ryū, et apprend que Kageshisa est parti pour le Mont Takeo pour recruter un maître de dojo. Mais les choses tournent mal quand un membre sadique de la bande du Mugai-ryū, Shira, attaque Rin qui cherchait à l'empêcher de violer une prostituée recrutée par le Ittō-ryū pour faire croire qu'elle était Kagehisa, mais Shira finit par s'enfuir après que Manji lui a coupé la main. Après la rencontre de Rin avec le vrai Kagehisa, elle apprend que ses agissements étaient la conséquence de la querelle entre leurs deux grand-pères, Takayoshi Asano et Saburō Anotsu. Elle laisse alors Manji pour poursuivre  seule sa chasse, mais Manji la suit.
Quand Kagehisa arrive au Mont Takao, et apprend que ses suiveurs ont été assassinés en son absence, il se rend compte trop tard que Habaki lui a tendu un piège, court rejoindre Rin avant d'être encerclé par les hommes de Habaki. Manji et Makie arrivent peu après, et il en résulte une bataille épique où Makie se sacrifie pour protéger Kagehisa, alors que Manji poursuit Shira qui a enlevé Rin afin de faire souffrir l'homme d'épée. Manji réussit à sauver Rin et tue Shira alors que Kageshisa tue Habaki. Les deux hommes s'affrontent au sabre, et Rin assène le coup fatal alors que Manji semble mort. Mais il s'avère que Manji est encore vivant alors que Rin le pleure.  

## Fiche technique
- Titre original : 無限の住人 (Mugen no jūnin?)
- Titre français : Blade of the Immortal
- Réalisation : Takashi Miike
- Scénario : Tetsuya Oishi, d'après la série de manga L'Habitant de l'infini d'Hiroaki Samura
- Photographie : Nobuyasu Kita
- Montage : Kenji Yamashita
- Musique : Kōji Endō
- Pays d'origine :  Japon,  Royaume-Uni et  Corée du Sud
- Langue originale : japonais
- Format : couleur
- Genre : action, drame, jidai-geki
- Durée : 140 minutes
- Dates de sortie :
  - Japon : 29 avril 2017[1]
  - France : 18 mai 2017 (Festival de Cannes)[2]
- Classification :
  - Japon : PG12[1],[N 1]
  - France : Interdit aux moins de 16 ans[3]

## Distribution
- Takuya Kimura (VF : Axel Kiener) : Manji
- Hana Sugisaki (VF : Maryne Bertieaux) : Rin Asano
- Sōta Fukushi (VF : Adrien Larmande) : Anotsu Kagehisa
- Hayato Ichihara (VF : Antoine Schoumsky) : Shira
- Ebizô Ichikawa (VF : Xavier Fagnon) : Eiku Shizuma
- Erika Toda : Makie Otono-Tachibana
- Kazuki Kitamura (VF : Boris Rehlinger) : Sabato Kuroi
- Chiaki Kuriyama (VF : Caroline Cadrieu) : Hyakurin
- Shin'nosuke Mitsushima (VF : Cédric Dumond) : Taito Magatsu
- Ken Kaneko (VF : Christophe Lemoine) : Hishiyasu Shido
- Yōko Yamamoto (VF : Béatrice Delfe) : Yaobikuni
- Ebizō Ichikawa : Eiku Shizuma
- Min Tanaka (VF : Jean-Pierre Leroux) : Kagimura Habaki
- Tsutomu Yamazaki

## Distinction

### Sélection
- Festival de Cannes 2017 : Sélection officielle, hors compétition[2],[4]